# 摂動
摂動（せつどう、 英語: perturbation）とは、一般に力学系において、主要な力の寄与（主要項）による運動が、他の副次的な力の寄与（摂動項）によって乱される現象である。摂動という語は元来、古典力学において、ある天体の運動が他の天体から受ける引力によって乱れることを指していたが、その類推から量子力学において、粒子の運動が複数粒子の間に相互作用が働くことによって乱れることも指すようになった。なお、転じて摂動現象をもたらす副次的な力のことを摂動と呼ぶ場合がある。

## 摂動論
上記のような複数天体間、複数粒子間に相互作用が働くときの運動は数学的に厳密に解くことができないことが知られている（多体問題）。これらの数学的に厳密に解くことのできない問題の近似解を求める手法の1つに、摂動論（せつどうろん、 英語: perturbation theory）がある。具体的には、次のような手順で近似解を求める。
- 考えている問題Aを、厳密に解ける問題Bに小さな変更（摂動）が加えられた問題であるとみなす。
- 問題Aの近似解は、問題Bの厳密解に、摂動が加わったことによって生じる小さな補正（摂動項）を加えたものであると考える。
- ここで求めるべき摂動項は、問題Bの厳密解の組み合わせ、すなわち一次結合の形で表現出来ると考え、その係数を与えられた条件から順次求める。

## 古典力学における摂動論
天体の運行において、月と地球、太陽と地球などを扱う二体問題は厳密に解くことができるが、三体以上の多体問題を厳密に解くことは（一般的な状況であれば）不可能である。ただし、月と地球、太陽と地球の問題では、他の天体からの引力による相互作用の効果は近似的に非常に小さいとして、これら二体問題に他の天体からの効果を補正項として考慮することによって十分精度の高い近似解を得ることができる。

## 量子力学における摂動論
量子力学における多体問題を解く上においても摂動論は重要な近似解法である。

### 時間に依存せず、縮退のない場合

#### 前提
無摂動部分（無摂動項）のハミルトニアンを{\displaystyle {\mathcal {H}}_{0}}とし、摂動部分（摂動項）を{\displaystyle {\mathcal {H}}'}とすると、全体のハミルトニアン{\displaystyle {\mathcal {H}}}は、
{\displaystyle {\mathcal {H}}={\mathcal {H}}_{0}+{\mathcal {H}}'}
となる。この時、ゼロ次（無摂動項）のハミルトニアン{\displaystyle {\mathcal {H}}_{0}}については、すべての固有値（固有エネルギー）{\displaystyle \{\epsilon _{n}^{(0)}\}}と、対応する固有ベクトル{\displaystyle \{|\Psi _{n}^{(0)}\rangle \}}が完全に分かっているとする。ここで「対応する」とは固有値方程式
{\displaystyle {\mathcal {H}}_{0}|\Psi _{n}^{(0)}\rangle =\epsilon _{n}^{(0)}|\Psi _{n}^{(0)}\rangle }
を満たす関係にあるという意味である。
{\displaystyle {\mathcal {H}}_{0}}はエルミート演算子である（つまりエネルギーはオブザーバブルである）ので、その固有ベクトル{\displaystyle \{|\Psi _{n}^{(0)}\rangle \}}は完全系を成している。また{\displaystyle \{|\Psi _{n}^{(0)}\rangle \}}は規格直交化されているとする。
ハミルトニアン{\displaystyle {\mathcal {H}}}の固有ベクトル{\displaystyle \{|\Psi _{n}\rangle \}\ }と、対応する固有値{\displaystyle \{\epsilon _{n}\}}を求めたい。ここで{\displaystyle \{|\Psi _{n}\rangle \}\ }と{\displaystyle \{\epsilon _{n}\}}は
{\displaystyle {\mathcal {H}}|\Psi _{n}\rangle =\epsilon _{n}|\Psi _{n}\rangle }
つまり
{\displaystyle ({\mathcal {H}}_{0}+{\mathcal {H}}')|\Psi _{n}\rangle =\epsilon _{n}|\Psi _{n}\rangle \cdots (0)}
を満たさなければならない。

#### 摂動論
摂動論では、未知の{\displaystyle {\mathcal {H}}'}、{\displaystyle |\Psi _{n}\rangle \ }、{\displaystyle \epsilon _{n}}を、既知の{\displaystyle V\ }、{\displaystyle |\Psi _{n}^{(0)}\rangle }、{\displaystyle \epsilon _{n}^{(0)}}と、未知の{\displaystyle \{|\Psi _{n}^{(1)}\rangle ,|\Psi _{n}^{(2)}\rangle ,\dotsc \}}、{\displaystyle \{\epsilon _{n}^{(1)},\epsilon _{n}^{(2)},\dotsc \}}、微小係数{\displaystyle \lambda \ }を用いて
{\displaystyle {\begin{aligned}{\mathcal {H}}'&=\lambda V\\|\Psi _{n}\rangle &=|\Psi _{n}^{(0)}\rangle +\lambda |\Psi _{n}^{(1)}\rangle +\lambda ^{2}|\Psi _{n}^{(2)}\rangle +\dotsb \\\epsilon _{n}&=\epsilon _{n}^{(0)}+\lambda \epsilon _{n}^{(1)}+\lambda ^{2}\epsilon _{n}^{(2)}+\dotsb \end{aligned}}}
と表す。べき級数の中で既知であるのは、第１項目だけであることに注意。
これで、{\displaystyle |\Psi _{n}\rangle \ }、{\displaystyle \epsilon _{n}}を求める問題は{\displaystyle \{|\Psi _{n}^{(1)}\rangle ,|\Psi _{n}^{(2)}\rangle ,\dotsc \}}、{\displaystyle \{\epsilon _{n}^{(1)},\epsilon _{n}^{(2)},\dotsc \}}を求める問題に変換された。
これらを(0)式に代入し、任意の{\displaystyle \lambda \ }で成立すると仮定すると、
- 未知の{\displaystyle (|\Psi _{n}^{(1)}\rangle ,\epsilon _{n}^{(1)})}だけを含む方程式　　{\displaystyle \cdots (1)}
- 未知の{\displaystyle (|\Psi _{n}^{(2)}\rangle ,\epsilon _{n}^{(2)})}と{\displaystyle (|\Psi _{n}^{(1)}\rangle ,\epsilon _{n}^{(1)})}だけを含む方程式　　{\displaystyle \cdots (2)}
- 未知の{\displaystyle (|\Psi _{n}^{(3)}\rangle ,\epsilon _{n}^{(3)})}と{\displaystyle (|\Psi _{n}^{(2)}\rangle ,\epsilon _{n}^{(2)})}と{\displaystyle (|\Psi _{n}^{(1)}\rangle ,\epsilon _{n}^{(1)})}だけを含む方程式　　{\displaystyle \cdots (3)}

　　　{\displaystyle \vdots }
が得られ、未知数を分離することができる。
これらを(1)式、(2)式、・・・の順に解いていくと、{\displaystyle \{|\Psi _{n}^{(1)}\rangle ,|\Psi _{n}^{(2)}\rangle ,\dotsc \}}、{\displaystyle \{\epsilon _{n}^{(1)},\epsilon _{n}^{(2)},\dotsc \}}が求まる。
これらの式は、未知の{\displaystyle \{|\Psi _{n}^{(1)}\rangle ,|\Psi _{n}^{(2)}\rangle ,\dotsc \}}を、既知の完全系{\displaystyle \{|\Psi _{n}^{(0)}\rangle \}}の線形結合（重ね合わせ）で展開して、その展開係数{\displaystyle c_{i}\ }を求める問題に変換することで解ける。
{\displaystyle |\Psi _{n}^{1}\rangle =c_{1}|\Psi _{1}^{(0)}\rangle +c_{2}|\Psi _{2}^{(0)}\rangle +c_{3}|\Psi _{3}^{(0)}\rangle +\dotsb =\sum _{i}c_{i}|\Psi _{i}^{(0)}\rangle }

#### 結果
エネルギーの一次の摂動は、{\displaystyle |\Psi _{n}^{(0)}\rangle =|n\rangle }とすると、
{\displaystyle \epsilon _{n}^{(1)}=\langle n|{\mathcal {H}}'|n\rangle }
固有ベクトルの一次の摂動の展開係数は、{\displaystyle i\neq n}とすると
{\displaystyle c_{i}=-{\langle i|{\mathcal {H}}'|n\rangle  \over {\epsilon _{i}^{(0)}-\epsilon _{n}^{(0)}}}}
二次の摂動エネルギーは、
{\displaystyle \epsilon _{n}^{(2)}=-\sum _{\{m|m\neq n\}}{\langle n|{\mathcal {H}}'|m\rangle \langle m|{\mathcal {H}}'|n\rangle  \over {\epsilon _{m}^{(0)}-\epsilon _{n}^{(0)}}}}
ここで、{\displaystyle \lambda \langle n|V|n\rangle =\langle n|\lambda V|n\rangle =\langle n|{\mathcal {H}}'|n\rangle }である（他の項も同様）。

### 縮退のある場合
固有値が縮退している場合は、i ≠ n、m ≠ nの場合でもεi = εn、εm = εnとなる場合が存在し、この場合上式二次摂動エネルギーや、一次の摂動波動関数の係数の分母部分が零となり発散してしまう。従って、縮退のある場合には、このような発散を回避する手段を施す必要がある（ほとんど自由な電子参照）。
摂動は普通、一次の項まで考慮すれば十分であるが、より高次な項を考える必要がある場合も多い（例：近藤効果は摂動の二次の項まで考慮しないと説明できない）。

### 縮退のある場合の一次摂動
(摂動のない)シュレディンガー方程式
{\displaystyle H|\psi \rangle =E|\psi \rangle }
の固有値{\displaystyle E_{n}}がk重縮退していて、その対応する固有状態を{\displaystyle |n_{i}\rangle \;(i=1,2,3,...,k,k\in N)}と表す。
微小な摂動{\displaystyle gV}({\displaystyle g}は無次元の微小項)を加えた後、エネルギー固有値{\displaystyle E_{n}}を持っていた状態に関するシュレディンガー方程式は
{\displaystyle (H+gV)|\psi _{n}(g)\rangle =E_{n}(g)|\psi _{n}(g)\rangle }
となる。
ここで
{\displaystyle {\begin{aligned}E_{n}(g)&=E_{n}^{(0)}+gE_{n}^{(1)}+\dotsb \\|\psi _{n}(g)\rangle &=|\psi _{n}^{(0)}\rangle +g|\psi _{n}^{(1)}\rangle +\dotsb \end{aligned}}}
と展開できるとして、前述のシュレディンガー方程式の0次項を取り出して、
{\displaystyle H|\psi _{n}^{(0)}\rangle =E_{n}^{(0)}|\psi _{n}^{(0)}\rangle }
を得るが、摂動がない時のシュレディンガー方程式より
{\displaystyle |\psi _{n}^{(0)}\rangle =\sum _{i}c_{i}|n_{i}\rangle }
とおくことができる。
次に、シュレディンガー方程式の1次項を取り出すと、
{\displaystyle {\begin{aligned}H|\psi _{n}^{(1)}\rangle +V|\psi _{n}^{(0)}\rangle &=E_{n}^{(0)}|\psi _{n}^{(1)}\rangle +E_{n}^{(1)}|\psi _{n}^{(0)}\rangle \\(V-E_{n}^{(1)})|\psi _{n}^{(0)}\rangle &=(E_{n}^{(0)}-H)|\psi _{n}^{(1)}\rangle \end{aligned}}}
これに左から{\displaystyle \langle n_{j}|}をかけて
{\displaystyle \langle n_{j}|(V-E_{n}^{(1)})|\psi _{n}^{(0)}\rangle =0}
よって
{\displaystyle c_{j}E_{n}^{(1)}=\sum _{i}\langle n_{j}|V|n_{i}\rangle c_{i}}
が成り立つ。
これをすべての{\displaystyle j}について出すと、{\displaystyle n}個の{\displaystyle n+1}元方程式が得られるが、規格化を考えていないため、この{\displaystyle n+1}個の方程式を解くて、エネルギーの一時摂動及び縮退が解ける様子がわかる。

### グリーン関数による方法
ここまでに挙げたのは状態ベクトルに対する摂動論であるが、系が時間に依存する場合など、演算子に対する摂動論も便利である。
演算子に対する摂動論として、グリーン関数を使う方法が知られている。

## 学習書
- V. P. マスロフ：「摂動論と漸近的方法」、岩波書店（1976年1月28日）.
- 猪木慶治：「量子力学 II」、講談社、ISBN 978-4-06-153212-0 (1994年3月）※第9章：「摂動論」.
- 柴田正和：「漸近級数と特異摂動法：微分方程式の体系的近似解法」、森北出版、ISBN 978-4-627-07631-0 (2009年1月23日).
- J.J.サクライ：「上級量子力学：第II巻 共変な摂動論」、丸善プラネット、ISBN 978-4-86345-048-6 (2010年4月).
- 数理科学、2016年9月号、No.639、サイエンス社、特集「摂動論を考える」.
- 加藤敏夫:「量子力学の数学理論：摂動論と原子等のハミルトニアン」、近代科学社、ISBN 978-4-7649-0545-0 (2017年11月30日).
- 中野寛之、佐合紀親：「重力波・摂動論」、朝倉書店、ISBN 978-4-254-13531-2 (2022年11月1日）※ 一般相対論の摂動解。
- 日置善郎：「場の量子論：摂動計算の基礎」(第3版)、吉岡書店、ISBN 978-4-8427-0377-0 (2022年11月14日).初版は1999年。改訂版は2005年。